# 이마즈 유타
이마즈 유타(일본어: 今津 佑太, 1995년 7월 8일~)는 일본의 축구 선수이다.

## 구단 경력
그는 2018년 J2리그의 방포레 고후에 입단했다. 2020년까지 65경기에 출전하여, 3득점을 넣었다. 2021년 J1리그의 산프레체 히로시마로 이적했다. 2023년 J2리그의 V-파렌 나가사키로 이적했다. 2024년 방포레 고후로 복귀했다. 2024년 8월 J1리그의 사간 도스로 이적했다.